# Letmafo
Letmafo is een bestuurslaag in het regentschap Timor Tengah Utara van de provincie Oost-Nusa Tenggara, Indonesië. Letmafo telt 2333 inwoners (volkstelling 2010).